# Шайтанка (нижний правый приток Туры)
Шайтанка (в верховье Большая Шайтанка) — река в Свердловской области России. Устье реки находится в 752 км по правому берегу реки Тура. Длина реки составляет 21 км. Высота устья — 76,8 м над уровнем моря.

## Притоки
- 2 км: Малая Шайтанка (лв)
- Каменка (лв)
- Межевая (лв)
- Кыска (лв)

## Данные водного реестра
По данным государственного водного реестра России относится к Иртышскому бассейновому округу, водохозяйственный участок реки — Тура от истока до впадения реки Тагил, речной подбассейн реки — Тобол. Речной бассейн реки — Иртыш.
Код объекта в государственном водном реестре — 14010501212111200004954.